# World Marathon Majors
De World Marathon Majors (WMM) (vanwege de hoofdsponsor ook bekend als de Abbott World Marathon Majors) is een verzamelnaam voor 6 van de bekendste marathons ter wereld: Berlijn, Tokio, New York, Boston, Chicago, Londen en, vanaf november 2024, Sydney. Ook kennen de WMM een competitie-element, dat werd opgericht in 2006. Binnen deze competitie kunnen deelnemers punten verzamelen om zo te strijden voor de titel.

## Six Star Finishers
Hardlopers die alle 6 de wedstrijden volbrengen ontvangen een speciale medaille en kunnen zich dan "6 Star Finisher" noemen. Ruim 7500 hardlopers wereldwijd zijn in bezit van de zogeheten Six Star Medal. Ook rolstoelrenners kunnen deelnemen aan het klassement.

## Hoogtepunten
- Meeste overwinningen: 11, Eliud Kipchoge (mannen); Mary Keitany (vrouwen)
- Jongste winnaar: 20 jaar 281 dagen, Ghirmay Ghebreslassie (mannen); 20 jaar, 253 dagen, Xue Bai (vrouwen)
- Oudste winnaar – 38 jaar 350 dagen, Meb Keflezighi (mannen); 38 jaar 207 dagen, Constantina Diță (vrouwen)
- Land met de meeste winnaars: 52, Kenia (mannen); 35, Kenia (vrouwen)